# Street Fighter: The Later Years
Street Fighter: The Later Years est une websérie américaine en neuf épisodes d'environ 3 minutes diffusés à partir du 2 octobre 2006 sur le site web de CollegeHumor.

## Diffusion
La série fut diffusée pour la première fois sur le site de CollegeHumor puis fut mise en ligne sur d'autres sites de partages de vidéos.

## Distrbibution
- Mike Fass dans le rôle de Zangief
- Sean T. Krishnan dans le rôle de Dhalsim
- Luis de Amechazurra dans le rôle de M. Bison
- T.J. Glenn dans le rôle de Vega
- Raw Leiba dans le rôle de Balrog
- Alex Finch dans le rôle de Blanka
- Ana Parsons dans le rôle de Chun-Li
- Kevin Yamada dans le rôle de Ryu et E. Honda
- Claudio Mascarenhas dans le rôle de Sagat
- Lev Gorn dans le rôle de Le Maître de Ken
- Nick Raio dans le rôle de Guile
- Jordan Hall dans le rôle de l'ouvrier de chantier
- Scott Abbondanzo dans le rôle de Ken petit
- Jay Yuen dans le rôle de Ryu petit
- Andrew Burns dans le rôle de Donovan Corbett

## Épisodes
1. Épisode 1 (diffusé le 2 octobre 2006)
2. Épisode 2 (diffusé le 22 novembre 2006)
3. Épisode 3 (diffusé le 22 décembre 2006)
4. Épisode 4 (diffusé le 7 septembre 2007)
5. Épisode 5 (diffusé le 19 octobre 2007)
6. Épisode 6 (diffusé le 26 novembre 2007)
7. Épisode 7 (diffusé le 13 décembre 2007)
8. Épisode 8 (diffusé le 6 février 2008)
9. Épisode 9 (diffusé le 29 février 2008)